# Asociación Mundial de Clubes
La Asociación Mundial de Clubes (en inglés: World Football Club Association - WFCA) es un órgano individual e independiente que representa directamente a los equipos futbolísticos del mundo. Establecido en 2019, es el único estamento de tal índole reconocido por la FIFA —máximo organismo internacional— y al que también pertenecen sus clubes miembros. Su labor es la de protegerlos y promocionarlos en el fútbol mundial además de crear un modelo de administración más democrático y canalizar el diálogo entre los clubes todo el mundo y la FIFA.
Entre sus miembros, ocho a fecha de su institución, hay al menos un club por cada una de las seis confederaciones continentales como ente representante.

## Historia

### Antecedentes y contexto del fútbol europeo
A fines de 2016, el presidente de la FIFA, Gianni Infantino, sugirió una expansión inicial de la Copa Mundial de Clubes a 32 equipos a partir de 2019 y la reprogramación de junio para que sea más equilibrada y más atractiva para las emisoras y los patrocinadores. A finales de 2017, la FIFA discutió las propuestas para expandir la competencia a 24 equipos y hacer que se juegue cada cuatro años para 2021, en reemplazo de la extinta Copa Confederaciones de selecciones. El nuevo torneo, programado para comenzar en 2021, se llevaría a cabo cada cuatro años en lugar de anualmente, y contaría con 24 equipos con 31 partidos programados. Incluiría a todos los ganadores de las principales competiciones continentales y sus subcampeones —la Liga de Campeones de la UEFA y la Liga Europa de la UEFA en el caso europeo—, desde las cuatro temporadas hasta el año del evento, incluido este. Aparte de los 12 equipos europeos, habría cuatro o cinco de Sudamérica, ninguno o uno de Oceanía y dos de Asia, Norteamérica y África. Se dividirían en ocho grupos de tres con los ganadores del grupo avanzando a la fase eliminatoria. Infantino manifestó que los inversores pueden prometer $ 25 mil millones en ingresos de 2021 a 2033.
Así, sin llegar a concretarse nada para 2019, y con los planes de la FIFA para expandir la competición para 2021 que podría cambiar significativamente el panorama del fútbol, surgió la Asociación Mundial de Clubes de Fútbol (en inglés: World Football Club Association - WFCA). En colaboración estrecha con el máximo organismo futbolístico, se estableció el 15 de noviembre de 2019 en la sede de la FIFA en Zúrich, Suiza, con el objeto de ser una plataforma para los clubes de todo el mundo para discutir diversos temas con la FIFA. Su primer objetivo fue asegurar que la Copa Mundial de Clubes sea rentable para sus miembros, y posiblemente debido a desacuerdos de los principales clubes con las competiciones continentales de los homónimos organismos y por los que surgió en Europa una organización similar, la Asociación de Clubes Europeos (ECA).
Paul Nicholson, de Inside World Football, afirmó que el objetivo declarado de la WFCA era asegurarse de que la Copa Mundial de Clubes esté presente para que los aficionados «puedan ver a los mejores equipos jugando al mejor fútbol y compitiendo por un único trofeo mundial», que de algún modo hace que parezca un grupo de presión a la FIFA. Ya sea que los intereses de la WFCA se alineen con los de la FIFA o no, su inclusión de clubes de fuera de Europa podría suponer un conflicto de intereses con la ya citada Asociación Europea de Clubes (ECA), dirigida al momento de los hechos por el presidente de la Juventus Football Club, Andrea Agnelli, quien ya manifestó su rechazo a la competición mundial y/o a la expansión de las competiciones dirigidas por la FIFA en general.
Esta oposición de la ECA pudiera ser retroactiva, ya que muchos clubes de manera individual como el Manchester United Football Club por citar alguno, el cual originalmente se oponían al torneo ampliado, pudieron comenzar a ver los beneficios de competir en un torneo mundial. La competición pretende paliar las diferencias en las competiciones continentales donde solo unos clubes entre los cientos que participan en cada una de ellas se ven beneficiados, y generalmente suelen ser clubes ya consolidados y con grandes ingresos. Al aumentar y posicionar el foco mediático en clubes de zonas en principio menos atractivas que el fútbol europeo, favorecería su desarrollo y proyección y quizá equilibrar el fútbol internacional. El hecho fue reconocido por el presidente Infantino, quien manifestó:

“El mundo está evolucionando rápidamente y si el fútbol quiere seguir creciendo como el principal deporte del planeta, debemos unirnos en un espíritu constructivo, innovador e inclusivo para hablar abiertamente sobre los desafíos y los problemas, pero también sobre las grandes oportunidades que tenemos ante nosotros. Mi visión es que en el futuro cuarenta o cincuenta clubes de diferentes partes del mundo tengan la ambición legítima de ganar la Copa Mundial de Clubes. Esto significaría que sus competiciones nacionales o regionales han evolucionado a ese nivel y que millones de fanes estarán aún más comprometidos en apoyar a su equipo favorito”.
Gianni Infantino. Zúrich. 15 de noviembre de 2019.

En la línea, diversas especulaciones surgieron en el año 2020 con sondeos a diferentes clubes sobre posibles soluciones a reestructurar y/o ampliar las competiciones vigentes, implicando temas ya tratados por la ECA en lo referente a las competiciones europeas.

## Miembros
En su establecimiento a finales del año 2019 ocho clubes conformaron la asociación.
| Miembros Fundadores WFCA    | Confederación          | Región                                      |
| Real Madrid Club de Fútbol  | Representante UEFA     | Europa (más sus afiliados externos)         |
| Associazione Calcio Milan   | Representante UEFA     | Europa (más sus afiliados externos)         |
| Club Atlético Boca Juniors  | Representante CONMEBOL | América del Sur                             |
| Club Atlético River Plate   | Representante CONMEBOL | América del Sur                             |
| Club de Fútbol América      | Representante CONCACAF | América del Norte, América Central y Caribe |
| Tout Puissant Mazembe       | Representante CAF      | África                                      |
| Guǎngzhōu Héngdà Táobǎo     | Representante AFC      | Asia (más Australia e Islas Marianas)       |
| Auckland City Football Club | Representante OFC      | Oceanía                                     |